# 페어리

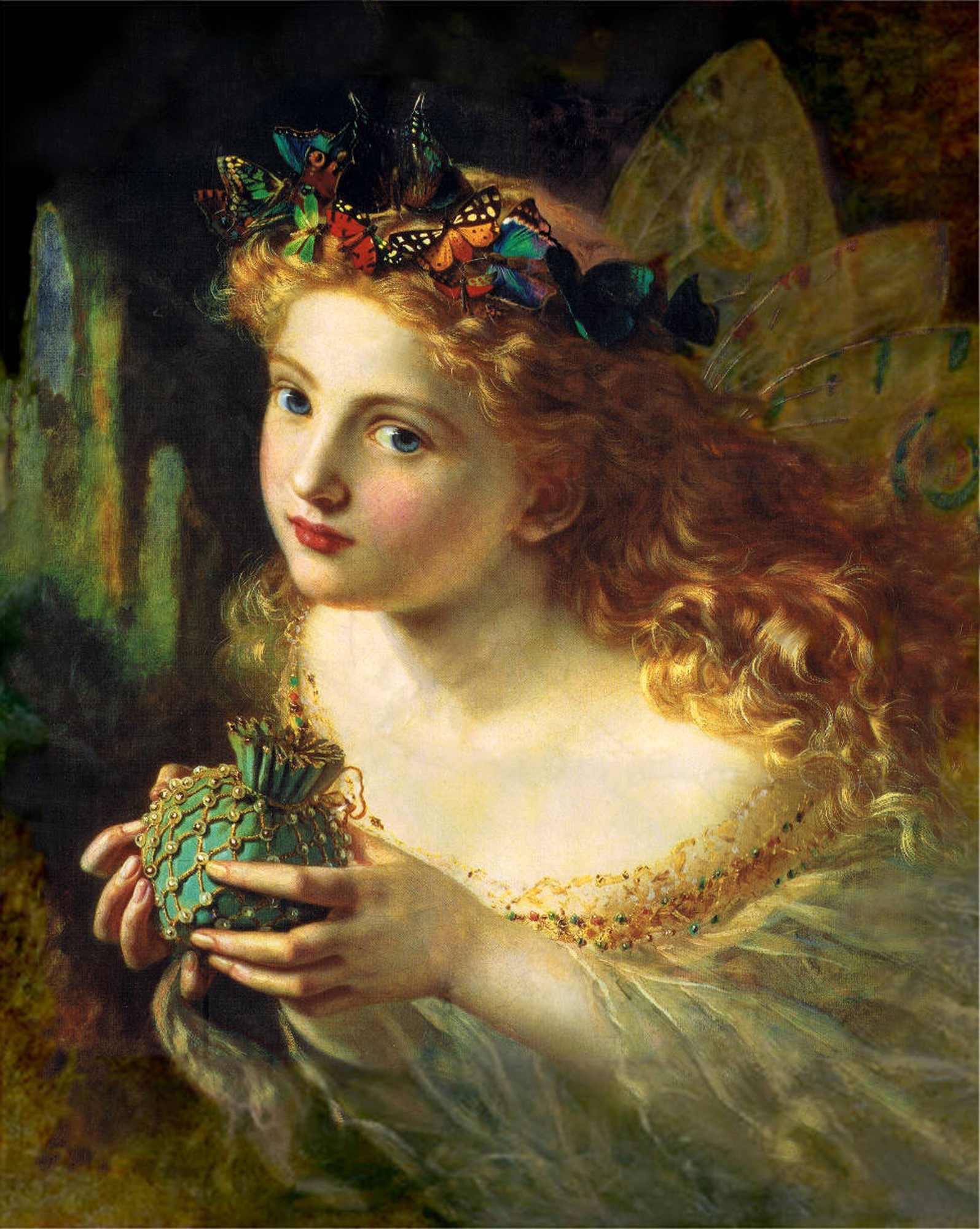
소피 젬브레 앤더슨(1869)이 그린 요정의 초상화. 이 그림의 제목은 '여자의 얼굴을 잡고, 나비, 꽃, 보석들이 참석한 가운데 부드럽게 매달리자, 그러므로 당신의 요정은 가장 아름다운 것들로 만들어진다'이다. – 찰스 에드의 한 구절에서.

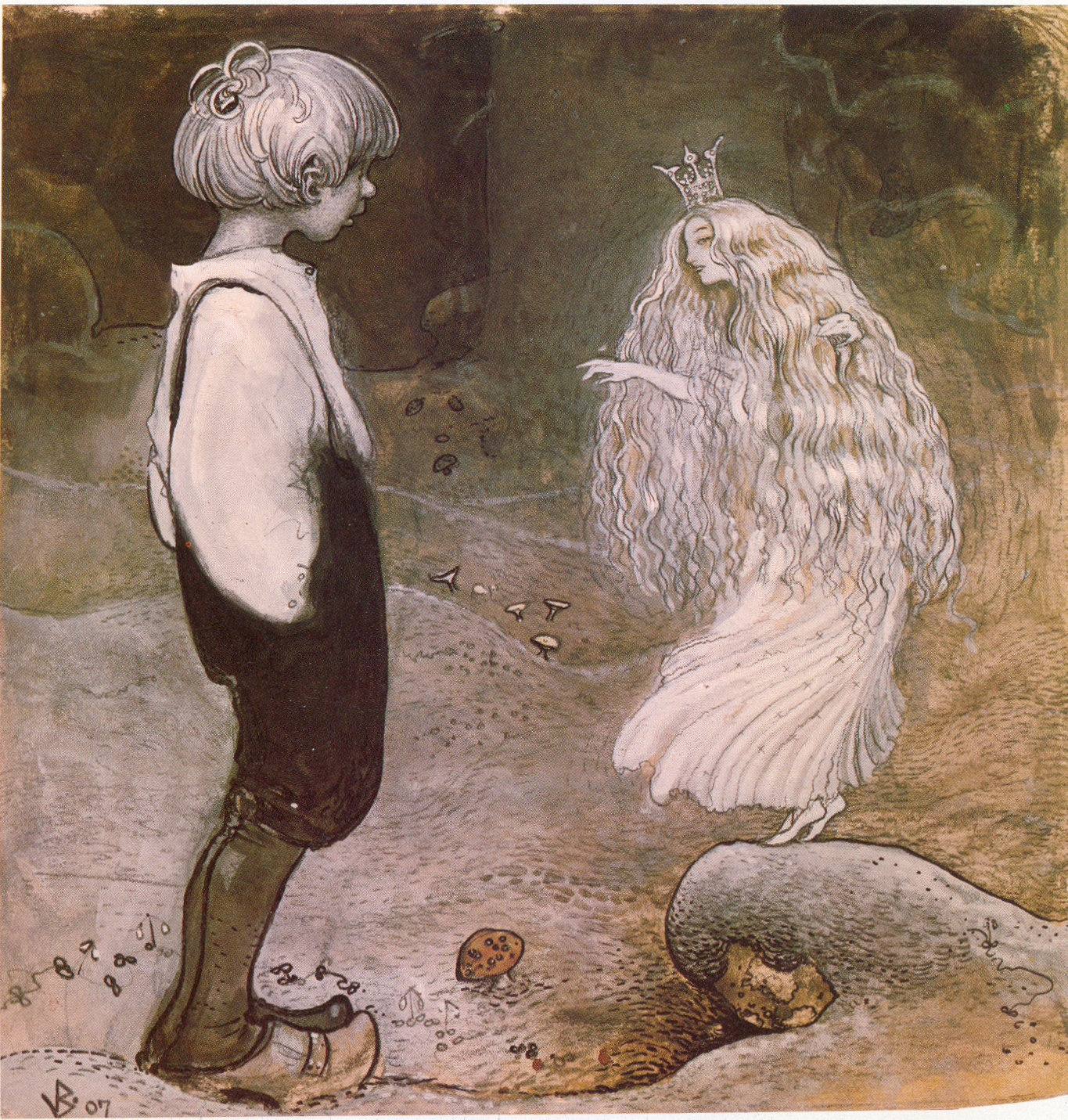
인간 아이와 함께 있는 페어리

페어리(fairy 또는 faery, faerie)는 서양의 신화나 전설에 등장하는 신과 인간의 중간적인 존재의 총칭으로, 주로 한국에서는 ‘요정’으로 번역되기도 한다. 다른 신화나 전승과 마찬가지로 페어리와 관련된 신화나 전설 역시 지방이나 민족마다 인간에게 호의적인 것, 아내나 남편으로서 행동하는 것, 사람에게 장난을 치거나 속이거나 목숨을 빼앗으려고 하는 것, 장애물로서 가로막는 것, 운명을 알려주는 것 등 다양한 관련 전승이 내려오고 있다. 코팅리 요정 사건 이후부터는, 회화나 문학에 등장하는 페어리는 등에 잠자리나 나비 등 하늘을 나는 곤충의 날개를 달고 있는 작고 귀여운 인형같은 모습으로 등장하게 된다. 페어리라는 말은 라틴어의 ‘fatum(운명, 신탁)’과 그 동사형인 ‘fatare(마법을 걸다)’에서 유래한다.
페어리의 기원에 대해서는 다양한 설이 있는데, 이교의 신이나 토착신이 기독교의 전파에 의해 신격이 박탈되면서 그 형태가 바뀐 것, 사회적으로 차별이나 추방당한 사람들을 비유적으로 표현한 것, 멸족당한 옛날 민족의 기억, 죽은 자의 영혼, 타락한 천사, 아이들에게 경각심을 불러일으키기 위한 위협이나 예술 작품 안에서의 창작 등을 들 수 있다.
토마스 카이트리를 비롯한 역사가나 신화 연구자는 본래 켈트족에게는 이런 요정이 없었는데 11세기 노르만 정벌 때 그레이트브리튼섬에 살고 있던 원주민들의 민간 전승에서 들여온 것이라고 추측하고 있다. 이는 동시에 기독교의 전파를 나타내고 있다. 그렇기 때문에 켈트족의 전승에서의 페어리는 천국에서 추방당한 천사들인데 지옥으로 떨어질 정도로 죄가 크지는 않고, 그렇다고 천국으로 되돌아갈 정도로 죄가 작지도 않기 때문에 지상에 머물고 있는 것이라고 전해진다. 이들은 지상에서 무리 지어서 살거나 혼자서만 따로 사는데, 최후의 심판 때 자신들의 운명이 어떻게 될 것인가에 대해 무척 궁금해한다고 한다.
인간의 모습을 취하고 있지 않은 페어리도 적지 않다. 여행자를 유혹한다는 빛의 정령 윌 오 위스프는 한국에서 흔히 말하는 도깨비불이다. 드래곤과 더불어 윌 오 위스프는 동화에서 주인공을 가로막는 장해나 적으로서 등장하는 경우가 많다. 가축과 친밀한 동물 모습의 페어리도 많다. 고양이는 요정적인 생물로 여겨져 마녀의 애완동물로서 자주 등장하며, 고양이 모습의 요정인 캣시라는 종류도 있다. 개의 형태를 한 요정은 아서 코난 도일의 바스카빌가의 개나 조앤 롤링의 해리포터 시리즈에서 등장한다.
일반적으로 알려진 페어리는 영원불멸의 존재로 달밤, 고요함, 음악 등을 좋아하며 철이나 햇빛, 십자가, 교회 등 신성한 존재를 싫어한다고 알려져 있다. 또한 동물의 젖, 쇠고기, 다른 생물의 생명력, 과일이나 채소 등을 식량으로 섭취한다. 또한 페어리는 장난을 무척 좋아하지만 그 이상의 나쁜 짓은 거의 하지 않는다. 그들의 가장 짓궂은 장난은 일명 ‘아이 바꿔치기(Changeling)’라는 것인데, 말 그대로 인간의 아이를 훔쳐서 그 대신 못생기고 몇천 살이나 나이 먹은 늙은 요정을 놓고 가는 것이다. 그러나 현대에 들어오면서 페어리는 인간에게 호의적이고 상냥한 성격의 생물로 여겨지게 된다.

## 같이 보기
- 엘프